# ボー・ヨハンソン
ボー・ヨハンソン（Bo Johansson、1942年11月28日 - ）は、スウェーデンの元サッカー選手、指導者。

## 来歴
母国・スウェーデンなど北欧のクラブや代表チームの監督を多く務めた。
1996年から2000年にはデンマーク代表を務め、1998 FIFAワールドカップ・ヨーロッパ予選ではグループ1位となり、3大会ぶりのワールドカップ出場権を獲得した。1998 FIFAワールドカップではベスト8まで勝ち上がった。